# مسح سيزمي

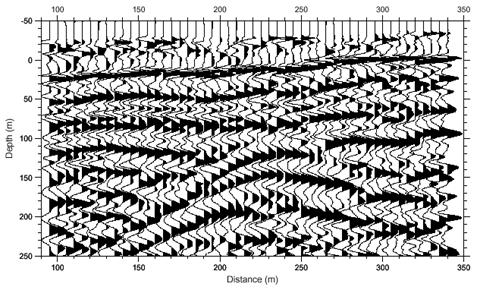

يقوم مبدأ عمل الطرق الزلزالية للمسح الجيوفيزيائي على كون الموجات المرنة elastic waves  تنتقل بسرعات مختلفة في الصخور المختلفة .
والمبدأ هنا هو توليد هذه الموجات عند نقطة معينة ثم قياس زمن وصول الطاقة المنكسرة أو المنعكسة  عن أسطح الأجسام الموجودة بين التكوينات الصخرية والطبقات الأرضية لعدة نقاط أخرى .
وهذا يسهل عملية تحديد مواقع الأجسام المدفونة المطلوب استكشافها، وما جعل الطرق السيزمية تفوق في أهميتها الطرق الأخرى هو أن البيانات التي تزدنا بها إذا عوملت وفسرت بشكل صحيح فإنها تعطي تفسيرات مثالية وفعالة .
إن الطريقة القياسية لتوليد موجات زلزالية هي بواسطة وضع شحنة من الديناميت داخل بئر التفجير، وقد حاول الباحثون إتباع طرق أخرى للحصول على الموجات الزلزالية أو السيزمية مثل جعل كتلة من الحديد تهوي فجأة على سطح الأرض weight – dropping، أو باستعمال الاهتزازات الكهروديناميكية  electrodynamics  shaking، إلا أن الطاقة الناتجة بواسطة هذه الطرق لا تعد كافية لهذه العملية لذلك فقد أصبحت ذات تطبيقات محدودة ولذلك فقد قام العلماء باستبدال طريقة التفجير كمصدر للموجات بطرق أخرى، وعلى ما سبق نستطيع أن نصنف مصادر الموجات السيزمية الحالية إلى ما يلي:
1- متفجرات كيميائية صلبة ( مثل الديناميت، أو كوسيسaqua sis  ، مادة الفليكسويتر flexotri، البريماكورد primacord ، مادة الماكسيبالس maxi pulse ) وكل هذه الأسماء تجارية .
2- مصادر الهواء المضغوط compressed air sources :
مثل par، السيزموجيت أو الموجات الزلزالية النفاثة seimojet  والتيراباك terrapak .
3- مصادر الطاقة الكهربائية والتي تعتمد بفعلها على حركة مفاجئة لمكبس piston، أو صفيحة باستخدام أجهزة نقل الطاقة transducer  (كما في الأنين أو الأزيز boomer  أو في فرقعة المحرك piston أو في التحسس الصوتي sonoprobe، والطيف الشراريsparka array.
4- المفجرات الغازية gas exploders، مثل نبضات التعريف acquapules والدانوزيز dinoseis، والنبضات المثلثية الشكل delta pulse .
5- مصادر الدفع الميكانيكية mechanical impulse sources  كالدق hummer  والضغط باليد .
6- مصادر الانفجار الداخلية  implosive sources مثل طاقة المياه hydroseis .
7- مصادر تذبذبية vibratory  sources، الفايبروسيز  vibroseis .
والجدير بالذكر أن طريقة المصادر التذبذبية تصنف بشكل مستقل وحدها بالاستناد إلى إشارة الموجة الداخلة المستمرة continuous input signal، أما الطر ق الأخرى فينتج عنها نبضات تقليدية مفاجئة ذات فترة زمنية قصيرة، كما أن اختيار الطريقة يعتمد فقط على متطلبات التشغيل وإنجاز عمليات المسح . ( بارستس، 1990: 254- 256 )

## الأجهزة المستعملة في الطرق السيزمية
يتم استعمال مجموعة أجهزة متكاملة في عملية القياس فوق سطح الأرض عند استعمال الطرق السيزمية وهذه الأجهزة هي :
1- المستقبل   :  detector
وهذا الجهاز هو الذي يعمل على تبيان وصول الموجات السيزمية، وأجهزة الاستقبال متنوعة من حيث الخصائص  الطبيعية التي يعتمد عليها كل نوع في أدائه، وفيما يلي وصف مختصر لتركيب  وعمل جهاز الاستقبال الكهرومغناطيسي :
يتكون هذا النوع من أجهز الاستقبال من ملف ومغناطيس موصولان بالإطار الخارجي، بحيث يكون أحدهما مثبتا بشكل تام في الإطار ويتحرك معه بنفس المقدار، بينما يتصل الآخر بالإطار اتصالا بحيث يعطيه حركة حرة بحيث تختلف حركته عن حركة الإطار، ويكون الملف مثبتا بإطار الجهاز بينما يكون المغناطيس متصلا بالإطار بواسطة زنبركين، فإذا ما تحرك الجهاز رأسيا نتيجة للحركة الرأسية لسطح الأرض والتي تحدثها موجات الضغوط، فإن الملف يتحرك بنفس المقدار الذي يتحرك به الجهاز بينما تختلف حركة المغناطيس، وينتج عن الاختلاف في حركة الملف والمغناطيس أن يتولد تيار كهربائي يمكن قياسه .

2- المكبر    amplifier:
وهو جهاز إلكتروني، الغرض منه تكبير خواص التيار الكهربائي الخارج من المستقبل حيث يمكن تسجيله بوضوح.
3- المكثف  filter  :
والغرض منه فصل ما تحدثه المؤثرات الخارجية واستبعادها عن ناتج حركة الأرض، ومن أمثلة هذه المؤثرات الرياح وتحركات القشرة الأرضية .
4-  المسجل  recorder  :
وهي أجهزة تستخدم لتسجيل ناتج أجهزة الاستقبال بعد تكبيرها وتكثيفها وتستخدم أيضا لتسجيل اللحظة التي تنطلق فيها أول موجة إلى باطن الأرض. ( المرجع السابق: 235-236 )